# Watkins Glen International
Watkins Glen International (também apelidado de The Glen) é um autódromo localizado próximo a Watkins Glen no estado de Nova Iorque, Estados Unidos. Tem 5,43 km (3.37 milhas) de extensão é um dos poucos circuitos mistos a fazer parte do calendário da NASCAR.

## História

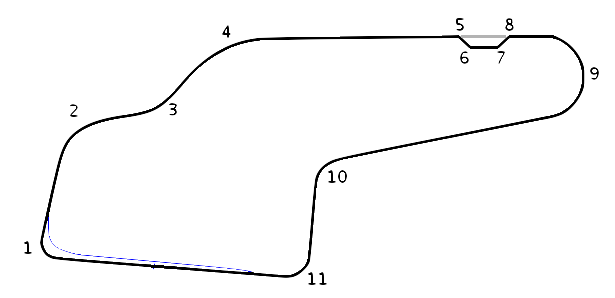
Traçado utilizado pela NASCAR

O autódromo foi inaugurado em 1953 e foi durante 20 anos (entre 1961 e 1980) palco do Grande Prêmio dos Estados Unidos de Fórmula 1. Atualmente recebe provas da NASCAR e da Indy Racing League.
O circuito de Watkins Glen ficou famoso por receber corridas de Fórmula 1 nas décadas de 1970 e 1980. O primeiro "Grande Prêmio de Fórmula Indy" neste circuito aconteceu na primeira temporada da CART, no ano de 1979 e foi vencido pelo estadunidense Bobby Unser. Até 1981, o autódromo recebia a categoria norte-americana, e depois de uma ausência de vinte e quatro anos, a pista localizada no estado de Nova Iorque voltou a receber os carros da "Indy", sob organização da IndyCar Series. 
O maior vencedor da pista é o neozelandês Scott Dixon que venceu por três anos seguidos de 2005 a 2007. Nestes mesmos anos de vitórias do neozelandês, o brasileiro Hélio Castroneves conquistou a pole position. 
Foi neste circuito em um trágico acidente, que morreu o piloto francês de Fórmula 1 François Cevert, na zona conhecida como The Esses em 1973. Cevert perdeu o controle, bateu no guard rail do lado direito e o carro foi ricocheteado para cima do guard rail do lado esquerdo, sendo arrastado capotado. O piloto austríaco de Fórmula 1 Helmuth Koinigg faleceu neste circuito em 1974, quando o piloto de 25 anos foi decapitado pelo guard rail após perder o controle e bater na mureta da curva parabólica.

## Lista de vencedores na Fórmula 1
| Ano  | Vencedor           | Equipe        | Resumo   |
| ---- | ------------------ | ------------- | -------- |
| 1961 | Innes Ireland      | Lotus-Climax  | Detalhes |
| 1962 | Jim Clark          | Lotus-Climax  | Detalhes |
| 1963 | Graham Hill        | BRM           | Detalhes |
| 1964 | Graham Hill        | BRM           | Detalhes |
| 1965 | Graham Hill        | BRM           | Detalhes |
| 1966 | Jim Clark          | Lotus-BRM     | Detalhes |
| 1967 | Jim Clark          | Lotus-Ford    | Detalhes |
| 1968 | Jackie Stewart     | Matra-Ford    | Detalhes |
| 1969 | Jochen Rindt       | Lotus-Ford    | Detalhes |
| 1970 | Emerson Fittipaldi | Lotus-Ford    | Detalhes |
| 1971 | François Cevert    | Tyrrell-Ford  | Detalhes |
| 1972 | Jackie Stewart     | Tyrrell-Ford  | Detalhes |
| 1973 | Ronnie Peterson    | Lotus-Ford    | Detalhes |
| 1974 | Carlos Reutemann   | Brabham-Ford  | Detalhes |
| 1975 | Niki Lauda         | Ferrari       | Detalhes |
| 1976 | James Hunt         | McLaren-Ford  | Detalhes |
| 1977 | James Hunt         | McLaren-Ford  | Detalhes |
| 1978 | Carlos Reutemann   | Ferrari       | Detalhes |
| 1979 | Gilles Villeneuve  | Ferrari       | Detalhes |
| 1980 | Alan Jones         | Williams-Ford | Detalhes |